# Rożyńsk Mały
Rożyńsk Mały (niem. Klein Rosinsko) – osada w Polsce położona w województwie warmińsko-mazurskim, w powiecie gołdapskim, w gminie Gołdap.
W latach 1975–1998 Rożyńsk Mały administracyjnie należał do województwa suwalskiego.
Wieś usytuowana nad rzeką Gołdapą, przy drodze Gołdap – Juchnajcie – Surminy. Miejscowość należy do sołectwa Rożyńsk Wielki (Rożyńsk Mały, Rożyńsk Wielki, Nowa Boćwinka).
Podczas akcji germanizacyjnej nazw miejscowych i fizjograficznych (tzw. chrzty hitlerowskie) utrwalona historycznie nazwa niemiecka Klein Rosinsko została w 1938 r. zastąpiona przez administrację nazistowską sztuczną formą Bergershof.
Rożyńsk Mały został założony w XVIII w. jako wieś na prawie chełmińskim. W 1817 należał do dwóch właścicieli gospodarujących na 18 włókach. W 1895 R.M. liczył 84 mieszkańców (82 ewangelików), przynależał do gminy i parafii Grabowo; w 1910 roku zamieszkiwało go 88 mieszkańców, a w 1939 – 58 osób. Znajdowały się tam dwa majątki o powierzchni pow. 100 ha oraz 13 gospodarstw. W skład majątku powiązanego z terenem aktualnej wsi wchodziły: pałac, który spłonął w 1987 r., zabudowania gospodarcze, a od początku XX w. (prawd. 1905 r.) młyn wraz elektrownią wodną i śluzami.
Po wojnie – w 1946 – z dwóch majątków – jeden zagospodarowano (167 ha), drugi uznano za zniszczony (101, 5 ha). W 1949 r. utworzono z nich dwa Państwowe Gospodarstwa Rolne (R.I i R.II). Szybko jednak R.I i R. II połączono w jedno gospodarstwo. W pierwszych kilku latach w R. I. funkcjonował tartak, a do lat 80. XX w. młyn.
R. I stanowił zasadniczą część gospodarstwa scentralizowaną wokół zabudowań przedwojennego pałacu. Po likwidacji PGR-u w 1993, gospodarstwo przejęła lokalna spółka, potem Agencja Nieruchomości Rolnych. Aktualnie teren dawnego zakładu rolnego jest dzierżawiony.
Domy / gospodarstwa mieszkalne od zabudowań dawnego majątku oddziela rzeka Gołdapa. Na przełomie lat 50. i 60. XX w. wybudowano we wsi osiem nowych budynków dwu- oraz czterorodzinnych, następnie na początku lat 80. sześć budynków dwurodzinnych, a w latach 1988-89 osiedle czternastu domków jednorodzinnych.
W południowo-wschodniej części miejscowości, pomiędzy częścią mieszkalną a dawnym majątkiem, znajduje się wyspa ukształtowana z odnogi rzeki Gołdapy. W roku 2014, dzięki funduszom PROW, wyspa została poddana kompleksowej rewitalizacji, która nadała terenowi charakter rekreacyjny.
Inne miejscowości o nazwie Rożyńsk: Rożyńsk, Rożyńsk Wielki.